# صالح الدوماني
صالح أحمد محمد طه الدّوماني (1860 - 1907) شاعر سوري. ولد في بلدة دوما ونسب إليها، ونشأ فيها يقرأ على والده وغيره من شيوخ عصره. درس على نفسه علوم الهندسة والحساب، وعمل تاجرًا مدّة. ثم توظّف كاتبًا في بلديّة دوما، ثم أصبح رئيسًا لها. وصل إلى أسطنبول وقابل السلطان عبد الحميد، فمدحه ونال بمبلغ 650 ليرة ذهبية لتوسيع الجامع الكبير في دوما. كان له مراسلات ومساجلات مع شعراء عصره. ميّز بخبرته في الشؤون العمرانية الهندسية، وبرع في حل المسائل الحسابية حسب طريقته الخاصة، وكان عالمًا بقواعد الخطوط الجميلة وكتابتها، ومحبًا للموسيقى وذا خبرة في فنه وأوزانه ونظم الموشحات البديعة. له شعر كثير متنوع الأغراض والموضوعات. اشتهر بمجموعةٌ من القصائد نظمها على أسلوب الشعر المهمل. توفي في مسقط رأسه بسبب ذات الرئة. 

## سيرته
ولد صالح بن أحمد بن محمد طه الدوماني في صفر 1227 هـ/ سبتمبر 1860 م في بلدة دوما ونشأ بها. قرأ على والده وغيره من شيوخ عصره. در في الكتّاب وتلقى مبادئ القراءة والكتابة والقرآن، ودرس في الجامع الكبير الفقه الإسلامي وتتلمذ على محمد عثمان، وأصبح مفسرًا ومحدثًا وشاعرًا، وكذلك حضر الحلقات العلمية في الجامع الأموي بدمشق، كما درس الحساب والجبر وعلم الفلك والعلوم الروحانية على نفسه. ودرس اللغة العربية على طاهر الجزائري، والنحو والفقه على عمر بن طه العطار.

عين كاتبًا ومحاسبًا في البلدية، ورئيسًا لغرفة الزراعة والتجارة، كما كان عضوًا في شعبة المعارف، وتولى منصب مدير أيتام دوما ثم رأس المجلس البلدي فيها. بنى مسجدًا في دوما سمّاه باسمه. وكان يتقن اللغة التركية، وله معرفة بالعبرية والإنجليزية، وكان «جميل الخط، على دراية بفنون العمارة، وله خبرة في الموسيقى».

أصيب بذات الرئة، توفي في صفر 1325 هـ/أبريل 1907 بمسقط رأسه. 

## شعره
كان يميل إلى الشعر الصوفي والخمريات والمديح، «فكان شعره من النوع الموشى بلطائف البديع والبلاغة، وأسلوبه في النثر جذاب أخاذ». ذكره عبد العزيز البابطين في معجمه وقال عنه «شاعر بديعي مغرق في هذا الفن المصنوع حتى كتب القصيدة بألفاظ غير منقوطة (مهملة): مدح ورثى ووصف وأرّخ وتغزل، وقال في الحكمة، وشؤون المجتمع، انعكست في شعره بعض جوانب من ثقافته المتنوعة، ولكن شغفه بالبديع وإسرافه في التصنّع لإظهار المقدرة كان يدفعه إلى تعقيد المعنى.» 

## مؤلفاته
- الدّراري واللآل لمدح محمد والآل، ديوان
- نظم متن دليل الطالب، وهو في الفرائض الدينية
- السفينة، مختارات شعرية
- جمل المهمل على الترتيب الأبجدي

## وصلات خارجية
- في بوابة الشعراء